# Viaduc routier du Viaur
Pour l’article homonyme, voir Viaduc du Viaur.
Le viaduc routier du Viaur, appelé aussi pont de Tanus, est un pont français de 573 mètres de longueur de la RN 88 situé entre Tauriac-de-Naucelle en Aveyron et Tanus dans le Tarn. Inauguré en 2000, il comprend deux fois deux voies.

## Historique
Achevé en juillet 1998, le viaduc est mis en circulation en août 2000.